# Забавский, Сергей Вилорович
Серге́й Вило́рович Заба́вский (род. 15 января 1972, Душанбе) — таджикский легкоатлет, специалист по бегу на длинные дистанции и марафону. Выступал за сборную Таджикистана по лёгкой атлетике в конце 1990-х — начале 2000-х годов, участник летних Олимпийских игр в Сиднее и многих других крупных соревнований. Тренер по лёгкой атлетике, преподаватель РТСУ.

## Биография
Родился 15 января 1972 года в городе Душанбе Таджикской ССР.
Одну из первых значимых наград в своей спортивной карьере получил в 1991 году, когда стал бронзовым призёром чемпионата СССР среди юниоров.
Начиная с 1997 года постоянно находился в основном составе таджикской национальной сборной по лёгкой атлетике, в частности в этом сезоне выступил на чемпионате мира по кроссу в Турине и на чемпионате мира в Афинах.
В 1998 году помимо прочего бежал 10 000 метров на Азиатских играх в Бангкоке, показав на финише одиннадцатый результат.
На мировом первенстве 1999 года в Севилье занял в марафонском беге 51 место.
Благодаря череде удачных выступлений удостоился права защищать честь страны на летних Олимпийских играх 2000 года в Сиднее — в программе мужского марафона показал время 2:30:29, расположившись в итоговом протоколе соревнований на 68 строке.
После сиднейской Олимпиады Забавский ещё в течение некоторого времени оставался в составе легкоатлетической команды Таджикистана и продолжал принимать участие в крупнейших международных соревнованиях. Так, в 2001 году он занял 68 место на чемпионате мира в Эдмонтоне, в очередной раз стал участником чемпионата мира по легкоатлетическому кроссу. В этом сезоне удостоен звания «Мастер спорта Республики Таджикистан».
В 2002 году отметился выступлением на Азиатских играх в Пусане, где, тем не менее, в марафонской дисциплине сошёл с дистанции.
Ещё будучи действующим спортсменом, в период 1994—2005 годов работал тренером-преподавателем в Специализированной детско-юношеской школе олимпийского резерва № 3 по лёгкой атлетике. В 2002 году окончил Таджикский институт физической культуры. С 2005 года преподаёт на кафедре физического воспитания Российско-таджикского (славянского) университета.